# 傷寒疫苗
傷寒疫苗（Typhoid vaccines）是用於預防傷寒的疫苗。有兩種疫苗類型可廣泛使用：Ty21a（口服減毒性病毒）和純化Vi多醣疫苗（注射型蛋白質亞基疫苗）。注射疫苗後，有30%到80%的接種者，效果能夠持續三年。
世界衛生組織（WHO）建議在傷寒流行的疫區，所有孩童都應該接受疫苗接種。高感染風險的人也建議進行接種。 疫苗接種也可以被用在控制爆發中的疫情。 取決於疫苗，每3至7年建議追加施打一劑。在美國，疫苗只建議給在那些處於高風險的人，像是要去那些疫區旅遊前的旅客。
當前的疫苗非常安全。在注射部位可能會出現輕微的副作用。愛滋病患者的注射疫苗是安全的，而且只要症狀不存在，口服疫苗就可以使用。懷孕期間使用口服疫苗的安全性尚不清楚。
1896年，阿爾姆羅思·賴特、理查德·菲佛與威廉·科勒共同開發了第一支傷寒疫苗。新劑型的副作用相對較小。傷寒疫苗列名於世界衛生組織基本藥物標準清單之中，為基礎公衛體系必備醫療藥品之一。在2014年，開發中國家每劑的批發價大概要4.44美元；在美國，一劑要則價約25到50元美金。

## 醫療用途
Ty21a和純化Vi多醣疫苗（Vi）可以有效預防傷寒的感染，且不良反應率低。更新的疫苗像是傷寒Vi结合疫苗（Vi-rEPA）似乎前景可期。
Ty21a接種後兩年預防了三分之一到二分之一的傷寒病例，但到第三年就沒有效益。注射純化Vi多醣疫苗第一年預防了約三分之二的傷寒病例，到第三年累計有55％的功效。五歲以下的兒童都不能接種疫苗。 Vi-rEPA結合疫苗，一種可注射的新結合形式Vi疫苗，可能會更有效並能防止五歲以下兒童的疾病。在越南二至五歲兒童的試驗中，疫苗在第一年有超過90％的效力，保護效果至少持續四年。 

### 接種時程
接種時程視疫苗的配方而定，可以從兩歲或五歲開始施打。各國的主管機構建議每三到七年追加一劑。純化Vi多醣疫苗每三年追加一劑，Ty21a每七年追加一劑。Ty21a在兩歲以上即可開始接種。美國建議每兩年追加一劑。傷寒Vi多醣疫苗可以從兩歲以上的年齡開始使用，建議每五年追加一劑。

## 種類
- 純化Vi多醣疫苗： 巴斯德傷寒疫苗（賽諾菲巴斯德藥廠（英语：Sanofi Pasteur））：泰伏傷寒疫苗（葛蘭素史克）[10]
- 合併肝炎傷寒Vi多糖疫苗： ViATIM （賽諾菲巴斯德藥廠（英语：Sanofi Pasteur））： 合併肝炎傷寒Vi多糖疫苗（葛蘭素史克）[10]
- Ty21a：傷寒口服疫苗 （PaxVax公司）[10]
- 截至2008年，發展中國家的一些地區仍然可以使用活性全細胞疫苗。[1]